# باراکودا نتورکس
باراکودا نتورکس (انگلیسی: Barracuda Networks) شرکت فناوری اطلاعات آمریکایی است، که در سال ۲۰۰۳ تأسیس شد.